# Gruppo di NGC 2442
Il Gruppo di NGC 2442 comprende almeno quattro galassie situate nella costellazione del Pesce Volante.

## Descrizione
La distanza media tra il centro di massa di questo gruppo e la nostra Via Lattea è di circa 74 milioni di anni luce (22,7 Mpc).

## Membri
Nella tabella sottostante sono riportati i membri del gruppo riportati sul sito Un Atlas de l'Univers creato da Richard Powell. 
Il gruppo viene menzionato anche da Garcia nel suo articolo del 1993, che vi aggiunge anche PGC 20690.
| Nome      | Classificazione | Tipo                   | RA (J2000.0)  | DEC (J2000.0) | Velocità radiale (km/s) | Magnitudine apparente | Distanza (Mpc) | Dimensioni (kal) |
| --------- | --------------- | ---------------------- | ------------- | ------------- | ----------------------- | --------------------- | -------------- | ---------------- |
| NGC 2442  | SAB(s)bc pec    | Spirale intermedia     | 07h 36m 23.8s | -69° 31′ 51″  | 1466 ± 5                | 10,4                  | 23,4 ± 1,6     | 155              |
| NGC 2397  | SAB(rs)b        | Spirale intermedia     | 07h 21m 20.0s | -69° 00′ 05″  | 1355 ± 10               | 11,8                  | 21,7 ± 1,5     | 74               |
| NGC 2434  | E0-1            | Ellittica              | 07h 34m 51.1s | -69° 17′ 03″  | 1390 ± 27               | 11,2                  | 22,3 ± 1,6     | 102              |
| PGC 20690 | IB(s)m          | Irregolare magellanica | 07h 19m 50.8s | -72° 43′ 28″  | 1507 ± 27               | 16,1                  | 23,7 ± 1,7     | 40               |

Il sito DeepskyLog permette di trovare agevolmente le costellazioni in cui sono situate le galassie; in alternativa si possono utilizzare le coordinate delle galassie per individuarle. Se non altrimenti indicato, le coordinate sono quelle fornite dal sito NASA/IPAC (National Aeronautics and Space Administration / Infrared Processing and Analysis Center).